# Олейник, Александр Александрович
Алекса́ндр Алекса́ндрович Оле́йник (1 января 1982, Тысячный, Гулькевичский район, Краснодарский край) — российский футболист, полузащитник.

## Карьера
Воспитанник кубанского футбола. Карьеру начал в 2000 году в составе краснодарской «Кубани», с которой выиграл первенство второго дивизиона в зоне «Юг». В 2001 году в составе новороссийского «Черноморца» дебютировал в высшем дивизионе России, а также сыграл два матча в Кубке УЕФА против «Валенсии». С 2002 года выступал за различные клубы первого дивизиона: «Черноморец» (дважды), «Кубань» (дважды), «Волгарь-Газпром», «Носта». С 2011 года — в оренбургском «Газовике». В июне 2013 года принял решение завершить профессиональную карьеру.